# La Paz County
La Paz County är ett county och ligger i västra delen av staten Arizona i USA. Enligt folkräkningen år 2010 var countyts folkmängd 20 489. Den administrativa huvudorten (county seat) är Parker. 

## Geografi
Enligt United States Census Bureau så har countyt en total area på 11 690 km². 11 655 km² av den arean är land och 35 km² är vatten.

### Angränsande countyn
- Mohave County, Arizona - nord
- Yavapai County, Arizona - nordöst
- Maricopa County, Arizona - öst
- Yuma County, Arizona - syd
- Imperial County, Kalifornien - sydväst
- Riverside County, Kalifornien - väst
- San Bernardino County, Kalifornien - nordväst